# Velîka Bilîna, Sambir
Velîka Bilîna (în ucraineană Велика Білина) este localitatea de reședință a comunei Velîka Bilîna din raionul Sambir, regiunea Liov, Ucraina.

## Demografie
Componența lingvistică a localității Velîka Bilîna
     Ucraineană (98,71%)
     Alte limbi (1,28%)
Conform recensământului din 2001, majoritatea populației localității Velîka Bilîna era vorbitoare de ucraineană (98,71%), existând în minoritate și vorbitori de alte limbi.